# Horizontina
Horizontina est une municipalité et une ville du Rio Grande do Sul au Brésil. Elle comptait 18 350 habitants en 2010 d'après une estimation de l'Institut brésilien de géographie et de statistiques.
Les premiers colons étaient des immigrants allemands, italiens et polonais qui sont arrivés dans la région en 1927. Néanmoins la ville n'a été créée qu'en 1955.
Le mannequin Gisele Bündchen est née à Horizontina.